# Okerbuikdikbekje
Het okerbuikdikbekje (Sporophila hypoxantha) is een zangvogel uit de familie Thraupidae (tangaren).

## Verspreiding en leefgebied
Deze soort komt voor van Bolivia tot Paraguay, zuidelijk Brazilië en noordelijk Argentinië.